# George Mackie, Baron Mackie of Benshie
George Yull Mackie, Baron Mackie of Benshie CBE, DSO, DFC (* 10. Juli 1919 in Aberdeen; † 17. Februar 2015 in Dundee), war ein britischer Politiker (Liberal Democrats), Landwirt und Geschäftsmann.

## Leben
Mackie wurde am 10. Juli 1919 als Sohn von Maitland Mackie geboren. Er hatte zwei Brüder, John Mackie, Baron John-Mackie und Maitland Mackie, die ebenfalls politisch tätig waren.
George Mackie besuchte die Aberdeen Grammar School sowie später die Aberdeen University. Während des Zweiten Weltkriegs diente er beim RAF Bomber Command, nachdem er im Februar 1940 in die Royal Air Force eingetreten war. Dort wurde er als Navigator ausgebildet. 1941 trat er ins 15. Geschwader ein. Später diente er beim 148. Geschwader im Mittleren Osten, sowie dem 149. und dem 115. 1944 wurde er Mitglied des Air Staff. Auch war er am Einsatz über Berlin beteiligt.
Er war von 1945 bis 1989 als Landwirt in Ballinshoe tätig. 1963 veröffentlichte er Policy for Scottish Agriculture.
Bei der Unterhauswahl 1959 trat er erfolglos für den Wahlkreis South Angus an.
Er war von 1965 bis 1970 Vorsitzender (Chair) der Scottish Liberal Party und deren Präsident von 1983 bis 1988. Für das Europäische Parlament trat Mackie 1979 erfolglos für Scotland North East an. Bei der Scottish Liberal Party war Mackie von 1965 bis 1970 Vorsitzender (Chair). Von 1983 bis 1988 war er dort Präsident, als sie zur Scottish Liberal Democrats wurde.
Von 1966 bis 1984 war er Vorsitzender von Caithness Glass und von 1975 bis 1984 bei der Caithness Pottery Co. Ltd. 1980 wurde er zum Rektor der University of Dundee für eine Amtsperiode bis 1983 gewählt. Sein Nachfolger wurde Gordon Wilson. Von 1983 bis 1985 war er Vorsitzender der Cotswold Wine Co. (UK) Ltd. Bei der The Benshie Cattle Co. Ltd war er seit 1986 Vorsitzender.
Bei der Land & Timber Services Ltd war er von 1986 bis 1988 Vorsitzender (Chairman). Bei der British Group der Interparlamentarischen Union war Mackie Mitglied des Executive Committee. Im Europarat war er von 1986 bis 1998 Mitglied der Commonwealth Parliamentary Association und im gleichen Zeitraum beim Western European Council. Im Europarat stellte er 1991 einen Bericht über das Flughafenasylverfahren vor.
Mackie gehörte dem RAF Club, dem Farmers' Club und dem Garrick Club an. Er war die älteste lebende Person, die Abgeordneter für die Liberal Party im Vereinigten Königreich war. Er lebte in Angus.

## Mitgliedschaft im House of Commons
Mackie wurde 1964 für den Wahlkreis Caithness and Sutherland ins Unterhaus gewählt. Er verlor 1966 seinen Sitz, als er dem Labour-Kandidaten Robert Maclennan unterlag.
Seine Antrittsrede hielt er am 6. November 1964. Im gleichen Jahr sprach er zu den Themen Bankkredite für die Landwirtschaft und Getreideimporte. In den nächsten beiden Jahren folgten Referate über die Tourismusindustrie, Milch, die Kohleindustrie und schottischen Whisky.
Von 1964 bis 1966 war er Scottish Whip.
Bei der Unterhauswahl 1970 trat er erneut für den gleichen Wahlkreis an, verlor aber deutlich.

## Mitgliedschaft im House of Lords
Mackie wurde am 10. Mai 1974 zum Life Peer als Baron Mackie of Benshie, of Kirriemuir in the County of Angus ernannt. Die offizielle Einführung ins House of Lords erfolgte am 15. Mai 1974 mit der Unterstützung von Frank Byers, Baron Byers und Rhys Lloyd, Baron Lloyd of Kilgerran. Seine Antrittsrede hielt er am 19. Juni 1974.
Als Thema von besonderem politischen Interesse gab er die Agrarwirtschaft an.
In den 1970er Jahren sprach er zur Mitgliedschaft in der Europäischen Gemeinschaft, Rhodesien, der Forstwirtschaft und der Kontrolle von Geschwindigkeitsbegrenzungen. Er meldete sich in den 1980er Jahren unter anderem zu den Themen: ehemalige Kriegsgefangene, den Falkland-Inseln, UN-Sanktionen gegen Südafrika und den Behandlungskosten für AIDS. In den 1990er Jahren sprach er zum Thema der kurdischen Flüchtlingen aus dem Irak, dem Design der Banknoten, der Mitgliedschaft bei der UNESCO und Bosnien-Herzegowina.
In den 2000er Jahren meldete er sich zu Serbien, dem Gesundheitssystem, dem englischen Tourismus und der Reform des Oberhauses zu Wort.
Von 1975 bis 2000 war er Sprecher der Liberaldemokraten (zunächst der Liberalen) für Agrar- und schottische Angelegenheiten. Er gehörte dem EEC Scrutiny Committee und dem Schattenkabinett der Liberalen an. Von 1990 bis 1997 war er Mitglied und Berichterstatter des Committee on Agricultural and Rural Development.
2004 veröffentlichte er seine Memoiren unter dem Titel Flying, Farming and Politics. Anlässlich der Veröffentlichung fand eine Veranstaltung im Oberhaus statt.

## Ehrungen
Mackie wurde 1944 mit dem Distinguished Service Order (DSO) ausgezeichnet. Außerdem wurde er ebenfalls 1944 mit dem Distinguished Flying Cross (D.F.C.) geehrt. Er wurde 1971 zum Commander des Order of the British Empire (C.B.E.) ernannt.
1982 wurde ihm ehrenhalber der Titel Doktor der Rechte (LLD) verliehen.
Er war Ehrenmitglied der British Veterinary Association (BVA).

## Familie
Mackie heiratete 1944 Lindsay Lyall Sharp († 1985). Zusammen hatten sie drei Töchter. 1988 heiratete er Jacqueline Rauche Lane, mit der er bis zu seinem Tod am 17. Februar 2015 im Alter von 95 Jahren verheiratet blieb.

## Veröffentlichungen
- Policy for Scottish Agriculture, Verlag unbekannt, 1963, ISBN unbekannt
- Flying, Farming and Politics, Memoir Club, 2004, ISBN 978-1-84104-094-3